# Ronald Motta
Ronald André Motta (Rotterdam, 19 april 1957) is een Nederlands beeldend kunstenaar, werkzaam als beeldhouwer, en bestuurder. Hij was voorzitter van de Beroepsvereniging van Beeldende Kunstenaars (BBK), en gemeenteraadslid en burgerraadslid voor de PvdA in Rotterdam.

## Biografie

### Opleiding en werken in de kunsten
Ronald studeerde ruimtelijke plastische vormgeving aan de Willem de Kooning Academie voor Beeldende Kunsten, Rotterdam van 1983 tot 1987 onder anderen bij Huib Noorlander en George Belzer.
In die tijd was het ambachtelijk vervaardigen van bronzen sculpturen in onbruik geraakt. Medio 1990 ging Motta zich hierin juist specialiseren. Hij ging zijn werk zelf in brons gieten.
Motta werkte vanuit een atelier in een ateliercollectief in de Hammerstraat. In 2012 nam hij aldaar deel in het Artist in the World project van de Rotterdamse André Smits.
Met de jaren was Motta ook actief als muzikant. Zo trad hij rond 1990 op met de band Mad Farm, onder andere in Rotown.

### Bestuurlijke ervaringen
In de 1996 werd Motta voorzitter van de Beroepsvereniging van Beeldende Kunstenaars (BBK), en volgde Frits Linneman op die na een bestuursperiode van ruim tien jaar was afgetreden.
In 1997 was Motta een van de initiatiefnemers van de expositie Warenhuis-kunst in de Holland Art Gallery in De Bijenkorf in Rotterdam. Hij was in 1999 medeoprichter en werd algemeen bestuurslid van het Brons Gietcollectief sCULpTUUR.
Van voorjaar 2000 tot 2002 was hij gemeenteraadslid voor de PvdA in de Rotterdam, van 2002 tot 2004 burgerraadslid voor de PvdA, en van 2004 tot 2010 wederom gemeenteraadslid voor de PvdA. In deze hoedanigheid zette hij zich in 2008 in voor de restauratie van De gestileerde bloem, het kunstwerk van Naum Gabo de ingang van de Bijenkorf in Rotterdam. Hiernaast vervulde hij verschillende maatschappelijke functies bij Rotterdamse organisaties.
Vanaf 2008 nam Motta publiekelijk een meer kritische houding aan in de gemeentelijke zaken. In 2009 wierp Motta zich als "dissidente raadslid" in de strijd voor lijsttrekkerschap bij de PvdA, nadat hem duidelijk was geworden dat de partij hem op een onverkiesbare plaats had gezet bij de nieuwe gemeenteraadsverkiezingen. Uiteindelijk werd wethouder Dominic Schrijer van werk, sociale zaken en grotestedenbeleid tot lijsttrekker gekozen voor de gemeenteraadsverkiezingen van 3 maart 2010, en keerde Motta na 2010 niet meer terug in de gemeentepolitiek.

## Werk
Na de kunstacademie ging Motta aan het werk in een atelier in de voormalige Hammerschool in de Hammerstraat 15 in Rotterdam-Noord. In een persbericht bij een eerste werkpresentatie van het collectief in een weekend in maart 1988 gaf Motta een beschrijving van z'n werkwijze:
"Het onderbewustzijn prikkelt mijn bewustzijn. Mijn ratio onderzoekt vervolgens in hoeverre hiervan kennis aanwezig is, om een beeldende werking mogelijk te maken... De diversiteit in mijn werk wijd ik aan de veelvoud van impulsen die het onderbewustzijn dagelijks opvangt en door het bewustzijn tot ontwikkeling tracht te brengen. Aan elke, door mij gemaakte beelde vormen zit dus een geschiedenis vast die met behulp van creativiteit een zelfstandige levensvorm krijgt."
In zijn bronssculpturen en ander autonoom werk hanteert Motta een humoristische en absurdistische beeldtaal, waarbij hij zijn werk een surrealistische lading geeft. Zijn benadering is figuratief. Thema's in zijn werk zijn geschiedenis, wetenschap en techniek. Meer recentelijk vatte hij z'n eigen werk als volgt samen:
"In mijn autonome werk probeer ik als beeldtaal “humor en absurdisme” tot uitdrukking te brengen. Het werk krijgt hiermee vaak een surrealistische lading. De kenners kwalificeren deze beeldtaal met “Mottaisme” en herkennen mijn werk als typisch van mijn signatuur. Het werk heeft een ambachtelijke uitstraling zowel vanwege het materiaal gebruik dan wel door de toegepaste beeldtaal. Vanwege de thematiek en de specifieke uitvoering worden mijn objecten in een andere context gebracht en de ontstane zeggingskracht laat de beeldtaal in de omgeving waarin het object geplaatst wordt voor zichzelf spreken..."
In 1997 vervaardigde Motta een bronzen beeld voor bij de uitreiking van de prijs voor de 'Reclameman van het jaar', die dat jaar werd uitgereikt aan Harry Kramp. Tijdens een Motel Mozaique festival in 2013 in Rotterdam presenteerde Motta z'n Boeddha. De motelmozaique.nl website recenceerde:
"De beeldtaal van de kunstenaar Ronald Motta staat bij de kenners bekend als het Motta-isme... Motta’s Boeddha gaat over geluk, hier is het dikke hoofd getransformeerd in een piemel. De fallus is als symbool nog steeds zeer in gebruik, de kunstenaar geeft het gelukssymbool een hedendaagse vorm mee. Aan de achterzijde ziet de beschouwer de Boeddha zittend in een string terwijl hij tegelijkertijd heel herkenbaar en traditioneel is weergegeven. Motta’s stelling luidt; Iedereen kan meer geluk in zijn/haar leven gebruiken en hopelijk draagt de “Geluks Boeddha van Motta” hieraan bij."
Naast het bronsgieten hield hij zich ook bezig met het maken van decors voor o.a. STER-reclames. In 1994 ontwierp hij De Buste van Beauregard, uitgegeven door De Drie Mannetjes, en verschenen in een oplage van 75 handelsexemplaren en 10 hors commerce-exemplaren.
In 2000 is Ronald Motta winnaar van de Landschapsprijs Zuid-Holland 2000. Zijn werk is o.a. aangekocht door het CBK Rotterdam en diverse bedrijven en particulieren.

## Tentoonstellingen
- 1985. Niet-keurig festival, Galerie Alles voor 12 en 24 volt, Rotterdam.[24][25]
- 1988. Hammerhouse of Art, Hammerstraat ateliercollectief.[3]
- 1994. Galerie van Meccano[21]
- 1996. Objecten en bronzen beelden van Adrijana Martinovic, Harry Vogelaars en Ronald Motta, A.r.t. galerie Rozendaal.[26]
- 1996. Slot Loevestijn Kunstkasteel.[27]
- 1997. Warenhuis-kunst, Holland Art Gallery, De Bijenkorf.[8]
- 1999. Galerie van Waning, Rotterdam.
- 2000. Galerie van Waning, Rotterdam.
- 2001. Motta's Raadsledenhoekje, Stadhuis Rotterdam.[28]
- 2008. Galerie West, Willem de Kooning Academie Rotterdam
- 2013. Motel Mozaique festival.[20]